# 신양수대교
신양수대교(新兩水大橋)는 경기도 남양주시 조안면과 양평군 양서면을 잇는 북한강의 다리로, 1998년 12월에 개통이 되면서 국도 제6호선의 노선으로 지정되었다.